# Ткач Анатолій Петрович
Анатолій Петрович Ткач (29 вересня 1921, Новоселівка — 29 травня 1979, Київ) — український радянський правознавець, доктор юридичних наук, професор (з 1970 року).

## Біографія
Народився 29 вересня 1921 року в селі Новоселівці (тепер Доманівського району Миколаївської області). У 1951 році закінчив юридичний факльтет Київського університету. В 1953–1956 роках завідував юридичною консультацією Подільського району Києва. З 1956 року — у Вищій патрійній школі при ЦК КПУ: викладач, доцент, професор, завідувач кафедри радянського і партійного будівництва.

Могила Анатолія Ткача

Помер в Києві 29 травня 1979 року. Похований на Байковому кладовищі (ділянка № 33).

## Наукова діяльність
Досліджував проблеми цивільного права. Автор монографії «Правове регулювання капітального будівництва» (1969) та інших наукових праць, навчальних посібників.